# Vsevidof
Vsevidof (in aleutino Uyagax) è una piccola isola disabitata del gruppo delle Fox nell'arcipelago delle Aleutine orientali e appartiene all'Alaska (USA). Si trova a sud-est dell'isola di Umnak.